# Kreta (pesniška zbirka)
Kreta je pesniška zbirka Matjaža Kocbeka. Zbirka je izšla leta 1998 pri založbi Aleph.

## Vsebina
Glavni navdih za zbirko je Mediteran, grški otok Kreta, ki ponuja prostor za soočenje sodobnega pesnika z minulim svetom Antike. Zbirka opisuje potovanje z jadrnico med grškimi otoki.
Pesnik prisluškuje sebi in raziskuje razmerje med svetom in seboj. Odkriva, kakšno je človeško ravnanje, če izbriše vse naučene, konvencionalne in normativne načine bivanja. 
Zbirko sestavljajo prečiščene erotične pesmi, kjer čutnost spremlja zavest o presežnosti človeškega bitja. Slednje pesnika primora k iskanju postmoderne transcendence; to išče z nagovorom ljubljene osebe v načinu biblijskih psalmov. 